# CAFTA en República Dominicana
El CAFTA (Dominican Republic-Central America Free Trade Agreement) en inglés, o TLC (Tratado de Libre Comercio entre República Dominicana, Centroamérica y Estados Unidos de América) en español, es un tratado que busca la creación de una zona de libre comercio entre los países firmantes.

## Ratificación
El congreso dominicano buscó adecuar las leyes nacionales al funcionamiento del CAFTA, esperando para ratificarlo por unanimidad hasta que la legislación fuese compatible. Fue así que en 2005 se aprobó el dictamen que haría entrar en vigor el tratado al siguiente año. Las protestas de sectores opositores al tratado trascendieron en Santo Domingo hasta realizar huelgas de hambre y paralización del tráfico. Pese a que no hubo actos de violencia, las autoridades buscan la captura de los dirigentes de las protestas.